# Lista filmelor moldovenești propuse la Oscar pentru cel mai bun film străin
Aceasta este lista tuturor filmelor propuse de Republica Moldova pentru Premiul Oscar pentru cel mai bun film străin. Nici unul dintre aceste filme nu a fost printre cele 5 filme care au fost nominalizate în final. Moldova a făcut prima astfel de propunere în 2013.

## Lista filmelor
| Anul ceremoniei | Film                       | Regizor          | IMDb             | Rezultat      |
| --------------- | -------------------------- | ---------------- | ---------------- | ------------- |
| 2013 Oscar 2013 | Toți copiii Domnului       | română, italiană | Adrian Popovici  | Nenominalizat |
| 2014 Oscar 2014 | La limita de jos a cerului | română           | Igor Cobileanski | Nenominalizat |

## Vezi și
- Lista filmelor românești propuse la Oscar pentru cel mai bun film străin